# Mesnilia cluthae
Mesnilia cluthae – gatunek widłonoga z rodziny Clausiidae; jedyny przedstawiciel rodzaju Mesnilia.

## Systematyka
Gatunek ten opisali w 1896 roku brytyjscy zoolodzy Thomas Scott i Andrew Scott, nadając mu nazwę Clausia cluthae. W 1898 roku francuski zoolog Eugène Canu opisał gatunek Mesnilia martinensis, tworząc dla niego rodzaj Mesnilia; wyraził też przypuszczenie, że należy do tego rodzaju zaliczyć także Clausia cluthae. W 2013 roku Kim i inni uznali Mesnilia martinensis za młodszy synonim Mesnilia cluthae.